# Dipendra nepáli király
Dipendra (Katmandu, Nepál, 1971. június 27. – Csauni, Katmandu közelében, Nepál, 2001. június 4.), nepáli király, a Sah-dinasztia királya. Dnyánendra nepáli király unokaöccse.

## Élete
Apja Bírendra nepáli király, anyja Aisvari királyné, Kendra Samser Dzsang Bahadur Rana lánya.
Dipendra volt az elsőszülött fiú, egy húga, Sruti hercegnő (1976–2001) és egy öccse, Niradzsan (1978–2001) született. Apja trónra lépése (1972) után rögtön trónörökössé nyilvánították. Miután elérte a nagykorúságot, a nepáli hagyományok szerint istenné vált. Felsőfokú tanulmányait az angliai Eton College-ban folytatta. A társai itt Dippy-nek becézték. Ezután Katmanduban a Tribhuvana Egyetemen, mely dédapjáról, Tribhuvana nepáli királyról lett elnevezve, tanult tovább. Majd pedig a Nepáli királyi Katonai Akadémiára járt. Mint trónörökös parancsnoki rangot kapott. Angliai iskolatársai barátságosnak és intelligensnek tartották, aki mindig az osztály legjobb tanulói között volt. Angliai éveiben szeretett testőrök nélkül járni az utcán. A repülés megszállottja volt, aki imádta a helikoptereket. Olvasott volt, és verseket is írt. A Kungfuban fekete övet szerzett.
A hivatalos változat szerint őt tartják a nepáli királyi családban 2001. június 1-jén pénteken este történt mészárlás végrehajtójának, melynek során egy banketten kilenc családtagját: apját, anyját, két testvérét, két nagynénjét, egyik nagynénjének a férjét, egyik nagybátyját és apjának egy női elsőfokú unokatestvérét megölte, és számos rokonát: sógorát, nagybátyjának feleségét és annak fiát, valamint apjának egy másik unokatestvérét súlyosan megsebesítette. Ezután pedig elmenekült, önmaga ellen fordította a fegyverét, és öngyilkosságot követett el. A nepáli közvélemény nem hitte el a hivatalos változatot, és a kínai titkosszolgálat művének tartja a mészárlást, melynek során a trónörököst egy dublőr helyettesítette, aki Dipendra ruházatát viselte és elmaszkírozta magát. Dipendra életben és a bankettől távol maradt nagybátyját, Dnyánendrát tartják a történések szellemi atyjának, aki jó viszonyt ápolt mind unokaöccsével és a kínai titkosszolgálattal, és ő nyert a legtöbbet a királyi család kiirtásával.
A hivatalos változat szerint a herceg házassági ügye állhatott háttérben, mert szülei ellenezték a tervezett házasságot az 1951-ig a miniszterelnöki tisztséget adó Rana család egy nőtagjával. A herceg a végzetes estén rengeteget ivott, belekötött az egyik vendégbe, ezért az apja kérte, hogy menjen a szobájába (állítólag kábítószert is fogyasztott és barátnőjével is beszélt telefonon), majd egy óra múlva, az életben maradt szemtanúk szerint berontott a terembe, és lövöldözni kezdett.
Az öngyilkossága után három napig kómában feküdt, ezért erre az időre a nagybátyja, Dnyánendra lett a régens, és állítólagos tette ellenére, apja halála után, a trónöröklési rend alapján őt kiáltották ki királynak, bár nem volt tudatánál, haláláig, június 4-ig ő volt hivatalosan Nepál uralkodója.